# Gendosis
Die Gendosis ist ein Maß für die Anzahl der in einem Individuum vorhandenen gleichen Gene.

## Autosomal
Als autosomal werden die nicht auf den Geschlechtschromosomen gelegenen Erbanlagen bezeichnet. Beim Menschen bestehen sie beispielsweise aus 44 Chromosomen in 22 Paaren. Es sind somit im Normalfall die angelegten Gene jeweils zweifach vorhanden (diploid).
Liegt nun aufgrund einer genetischen Störung ein Gen dreifach (z. B. wegen Triploidie oder Genduplikation) vor, so spricht man von einer 150-prozentigen Gendosis und bei einfachem Vorliegen (Haploidie) von einer 50-prozentigen.
Die Verwendung des Begriffes in der Literatur ist jedoch nicht ganz einheitlich. Manche Autoren bezeichnen auch das einfache Vorhandensein eines Genes (Haploidie) als „einfache Gendosis“ und den Regelfall des zweifachen Vorhandenseins (Diploidie) als „zweifache Gendosis“.

## Gonosomal
Bei den Geschlechtschromosomen werden in der Regel die bei Männern (nur ein X-Chromosom) vorhandenen Gene als einfache und die bei Frauen (zwei X-Chromosomen) als zweifache Gendosis bezeichnet.